# Бералдо, Лукас
Лу́кас Ло́пес Бера́лдо (порт.-браз. Lucas Lopes Beraldo, бразильский португальский: [ˈlukas be'ʁawdu]; род. 24 ноября 2003, Пирасикаба) — бразильский футболист, центральный защитник французского клуба «Пари Сен-Жермен» и сборной Бразилии.

## Клубная карьера
Выступал за молодёжные команды футбольных клубов «Униан Барбаренсе» и «XV ноября». В 2019 году присоединился к футбольной академии «Сан-Паулу». В основном составе «трёхцветных» дебютировал 25 мая 2022 года в матче Южноамериканского кубка против перуанского клуба «Аякучо». 20 июля 2022 года дебютировал в бразильской Серии A в матче против «Интернасьонала».
1 января 2024 года перешёл во французский «ПСЖ», заключив контракт на пять с половиной лет.

## Карьера в сборной
В 2022 году дебютировал за сборную Бразилии до 20 лет.

## Достижения
«Пари Сен-Жермен»
- Чемпион Франции (2): 2023/24, 2024/25
- Обладатель Кубка Франции (2): 2023/24, 2024/25
- Обладатель Суперкубка Франции (2): 2023, 2024
- Победитель Лиги чемпионов УЕФА: 2024/25
- Обладатель Суперкубка УЕФА: 2025

Сборная Бразилии (до 20 лет)
- Победитель Международного турнира Эспириту-Санту (до 20 лет): 2022[6]